# Кабо-Верде на літніх Олімпійських іграх 2016
Кабо-Верде на літніх Олімпійських іграх 2016 року представляли п'ять спортсменів у чотирьох видах спорту. Жодної медалі олімпійці Кабо-Верде не завоювали.

## Спортсмени
| Ім'я та прізвище | Вид спорту         | Медалі |
| ---------------- | ------------------ | ------ |
| Жордін Андраде   | Легка атлетика     |        |
| Еліан Боал       | Художня гімнастика |        |
| Лідіане Лопеш    | Легка атлетика     |        |
| Марія Андраде    | Тхеквондо          |        |
| Девілсон Мораїш  | Бокс               |        |

## Художня гімнастика
| Атлет      | Дисципліна                                       | Раунд     | Раунд | Фінал            | Фінал            |
| ---------- | ------------------------------------------------ | --------- | ----- | ---------------- | ---------------- |
| Атлет      | Дисципліна                                       | Результат | Місце | Результат        | Місце            |
| Еліан Боал | Художня гімнастика (індивідуальне багатоборство) | 38.640    | 26    | припинила участь | припинила участь |

## Легка атлетика
| Атлет          | Дисципліна                               | Раунд     | Раунд | Чвертьфінал      | Чвертьфінал      | Півфінал         | Півфінал         | Фінал            | Фінал            |
| -------------- | ---------------------------------------- | --------- | ----- | ---------------- | ---------------- | ---------------- | ---------------- | ---------------- | ---------------- |
| Атлет          | Дисципліна                               | Результат | Місце | Результат        | Місце            | Результат        | Місце            | Результат        | Місце            |
| Жордін Андраде | біг на 400 метрів з бар'єрами (чоловіки) | 49.35     | 4 q   | Н/Д              | Н/Д              | 49.32            | 6                | припинив участь  | припинив участь  |
| Лідіане Лопеш  | біг на 100 метрів (жінки)                | 12.38 NR  | 4     | припинила участь | припинила участь | припинила участь | припинила участь | припинила участь | припинила участь |

## Бокс
| Атлет           | Категорія              | 1/32 фіналу        | 1/16 фіналу                | 1/8 фіналу         | 1/4 фіналу         | півфінал           | фінал              |
| --------------- | ---------------------- | ------------------ | -------------------------- | ------------------ | ------------------ | ------------------ | ------------------ |
| Атлет           | Категорія              | Суперник Результат | Суперник Результат         | Суперник Результат | Суперник Результат | Суперник Результат | Суперник Результат |
| Девілсон Мораїш | понад 91 кг (чоловіки) | не брав участі     | Джозеф Джойс (GBR) Поразка | припинив участь    | припинив участь    | припинив участь    | припинив участь    |

## Тхеквондо
| Атлет         | Категорія        | 1/16 фіналу                               | 1/8 фіналу         | 1/4 фіналу         | півфінал           | фінал              |                  |
| ------------- | ---------------- | ----------------------------------------- | ------------------ | ------------------ | ------------------ | ------------------ | ---------------- |
| Атлет         | Категорія        | Суперник Результат                        | Суперник Результат | Суперник Результат | Суперник Результат | Суперник Результат |                  |
| Марія Андраде | до 49 кг (жінки) | Паніпак Вонгпаттанакіт (THA) поразка 6–18 | припинила участь   | припинила участь   | припинила участь   | припинила участь   | припинила участь |